# Palacete de São Paio
O Palacete de São Paio, também conhecido atualmente como Casa de Santa Isabel, é um palacete neogótico situado em Vila Nova de Gaia, Portugal. O palacete situa-se na freguesia de Canidelo, sobranceiro à margem do rio Douro e próximo do núcleo urbano da Afurada.